# Vélorail des Fades
Le vélorail des Ancizes, appelé aussi vélorail des Fades ou vélorail des Combrailles est un équipement touristique et de loisir situé en Auvergne, dans le Puy-de-Dôme, qui utilise une partie des voies de chemin de fer désaffectées avec des viaducs, comme le viaduc des Combrailles. Cet équipement de vélorail, engin à cinq places qui permet de parcourir une voie ferrée en pédalant, est lancé depuis 2019 et opéré depuis 2020 par Ecoloisirs, l'entreprise de Christophe Faivre, qui possédait déjà trois circuits de vélorail dans le Puy-de-Dôme.

## Histoire du vélorail
Le vélorail est une technologie qui a émergé lors du périple transibérien à vélorail, en 1930, de l'ouvrier français Lucien Péraire, qui a atteint Irkoutsk par les voies du trans-sibérien sur la bicyclette qu'il avait modifiée au bord de la Volga, au Tatarstan.

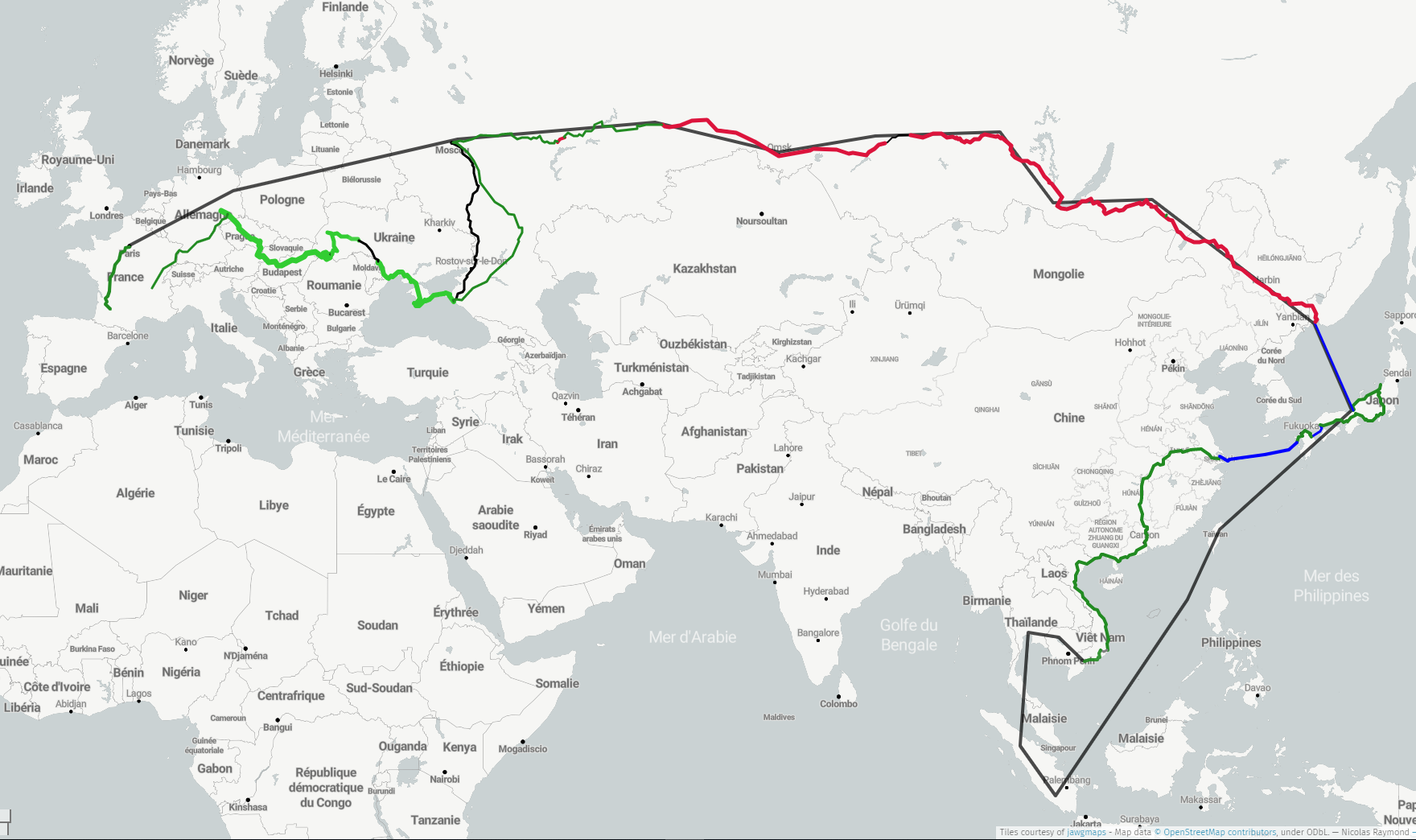
Itinéraire de Lucien Péraire lors de son voyage en 1928-1932.

## Histoire de la ligne
Jusqu'en 2007, la ligne de Lapeyrouse à Volvic passait par le viaduc des Combrailles mais elle est ensuite suspendue et les élus souhaitent « trouver un moyen de valoriser cette ligne », selon Christian Vilate, le directeur adjoint du syndicat mixte pour l'aménagement et le développement des Combrailles. Parmi eux, une épreuve de course à pied, le « Trail des Combrailles » qui fait un passage exceptionnel sur le viaduc des Fades.
Un projet de réhabilitation et remise en état du viaduc, des trois tunnels (Fontelun, Rochettes, Jarasse), de la gare des Ancizes, d'une maison de garde-barrière et le débroussaillage de la voie pour établir un vélorail a bénéficié d'un appel aux dons par la Fondation du patrimoine, lancé en 2007 par l'association Sioule et Patrimoine.
Le projet de vélorail est finalement lancé officiellement en 2019, mais nécessite quelques travaux avant d'ouvrir au public. Face à l'affluence lors du déconfinement de l'été 2020, le vélorail qui a été inauguré en juin et a « embauché du personnel supplémentaire » et « ajouté deux créneaux », en plus des trois prévus chaque jour. En un été, 22 000 personnes l'ont pratiqué, eux fois de ce qu'un autre parcours d'Ecoloisirs réalise habituellement.
Au cours de la saison suivante, une collision dans l'obscurité d'un tunnel, où un des vélorails n'a pas respecté l'interdiction formelle de s'arrêter, a entraîné 13 blessés, dont un par une profonde coupure à la main, qui a dû subir une opération. Le carambolage a impliqué une dizaine de vélorails qui ont percuté à une vitesse de 20 à 25 km/h celui qui s'était imprudemment arrêté.

## Le parcours
Le parcours du vélorail des Ancizes traverse une zone spectaculaire où domine le viaduc des Combrailles, un ouvrage d'art long de 470 m au kilomètre 392,2 de la ligne de Lapeyrouse à Volvic (56,7 km), inscrit à l'inventaire supplémentaire des monuments historiques le 28 décembre 1984.